# Rock Cup 2017
La Rock Cup 2017 fue la edición número 60 de la copa de fútbol de Gibraltar. A partir de esta edición el torneo pasó a llamarse Gibtelecom Rock Cup por un contrato firmado entre la Asociación de Fútbol de Gibraltar y la empresa de telecomunicaciones Gibtelecom el 13 de diciembre de 2016.
El torneo empezó con la primera ronda el 17 de enero y terminó con la final el domingo 28 de mayo en la que Europa venció por tres a cero a Lincoln Red Imps consiguiendo su sexto título y el primero desde 1952.

## Formato
El torneo consta de cinco rondas, cada una de ellas se jugará por eliminación directa en el estadio Victoria. El campeón se clasificará para la primera ronda de la Liga Europa 2017-18, siempre y cuando no se haya clasificado para la Liga de Campeones 2017-18. No habrá partido por el tercer lugar.
El campeón, además, jugará la Copa Pepe Reyes 2017 contra el campeón de la Premier League Gibraltareña 2016-17. Si un equipo gana ambos torneos, la supercopa se jugará entre el campeón y subcampeón de la liga.

## Equipos participantes
En el torneo participan todos los equipos de fútbol que se encuentran activos esta temporada en la Premier League Gibraltareña y en la Segunda División; diecinueve en total. Los participantes fueron divididos en dos rondas; seis empezaran en la primera ronda, mientras que los otros trece lo harán en la segunda ronda. 

Entre paracentesis "()" se muestra la división en la cual se encuentran jugando actualmente los clubes.
| Segunda ronda         | Segunda ronda        | Segunda ronda           | Segunda ronda    |
| --------------------- | -------------------- | ----------------------- | ---------------- |
| College 1975 (2)      | Gibraltar United (1) | Lions Gibraltar (1)     | St. Joseph's (1) |
| Europa (1)            | Glacis United (1)    | Lynx (1)                |                  |
| Europa Point (1)      | Hound Dogs (2)       | Manchester 62 (1)       |                  |
| Gibraltar Phoenix (2) | Lincoln Red Imps (1) | Mons Calpe (1)          |                  |
| Primera ronda         |                      |                         |                  |
| Angels (2)            | Bruno's Magpies (2)  | Leo (2)                 |                  |
| Boca Juniors (2)      | Cannons (2)          | Olympique Gibraltar (2) |                  |

## Primera ronda
Seis equipos disputaron la primera ronda. Los tres ganadores se clasificaron para la siguiente ronda. El sorteo de la primera ronda se llevó el 14 de diciembre, un día después de la presentación de Gibtelecom como patrocinador. 
| Equipo 1                | Resultado            | Equipo 2            | Fecha       | Hora  | Estadio          |
| ----------------------- | -------------------- | ------------------- | ----------- | ----- | ---------------- |
| Olympique Gibraltar (2) | 0 − 2                | (2) Boca Juniors    | 17 de enero | 20:30 | Estadio Victoria |
| Cannons (2)             | (pen.) (4 − 3) 1 − 1 | (2) Bruno's Magpies | 18 de enero | 18:15 | Estadio Victoria |
| Leo (2)                 | 5 − 1                | (2) Angels          | 18 de enero | 20:30 | Estadio Victoria |

## Segunda ronda
Los tres equipos clasificados de la ronda anterior se unieron a los otros trece equipos restantes en esta ronda. El sorteo de la segunda ronda se realizó el 20 de enero de 2017. El sorteo de esta ronda es el último que se realizará, de aquí en adelante los equipos se emparejarán de acuerdo a la llave en la que salieron sorteados, el ganador de la llave uno contra el ganador de la llave dos y así sucesivamente, en las semifinales se aplicará el mismo sistema. 
| Equipo 1             | Resultado | Equipo 2              | Fecha         | Hora  | Estadio         |
| -------------------- | --------- | --------------------- | ------------- | ----- | --------------- |
| Leo (2)              | 0 − 6     | (2) Gibraltar Phoenix | 10 de febrero | 20:30 | Estadio Vicoria |
| Cannons (2)          | 1 − 3     | (1) Lions Gibraltar   | 11 de febrero | 16:30 | Estadio Vicoria |
| College 1975 (2)     | 0 − 3     | (1) Europa Point      | 11 de febrero | 19:00 | Estadio Vicoria |
| Glacis United (1)    | 1 − 3     | (1) (Europa           | 12 de febrero | 16:30 | Estadio Vicoria |
| Lincoln Red Imps (1) | 12 − 0    | (2) Hound Dogs        | 12 de febrero | 19:00 | Estadio Vicoria |
| Manchester 62 (1)    | 2 − 0     | (1) Gibraltar United  | 13 de febrero | 20:30 | Estadio Vicoria |
| Mons Calpe (1)       | 0 − 1     | (1) St. Joseph's      | 14 de febrero | 20:30 | Estadio Vicoria |
| Boca Juniors (2)     | 1 − 8     | (1) Lynx              | 15 de febrero | 20:30 | Estadio Vicoria |

## Cuartos de final
Los partidos de cuartos de final tuvieron lugar los días 10, 11 y 12 de marzo.
| Equipo 1              | Resultado            | Equipo 2            | Fecha       | Hora  | Estadio          |
| --------------------- | -------------------- | ------------------- | ----------- | ----- | ---------------- |
| Lincoln Red Imps (1)  | 3 − 0                | (1) Manchester 62   | 10 de marzo | 16:30 | Estadio Victoria |
| Europa (1)            | 2 − 0                | (1) Europa Point    | 11 de marzo | 20:30 | Estadio Victoria |
| Gibraltar Phoenix (2) | 2 − 0                | (1) Lions Gibraltar | 11 de marzo | 18:15 | Estadio Victoria |
| Lynx (1)              | 0 − 0 (2 − 4) (pen.) | (1) St. Joseph's    | 12 de marzo | 20:30 | Estadio Victoria |

## Semifinales
Las semifinales se jugarán el 25 y 26 de abril.
| Equipo 1             | Resultado | Equipo 2              | Fecha       | Hora  | Estadio          |
| -------------------- | --------- | --------------------- | ----------- | ----- | ---------------- |
| Lincoln Red Imps (1) | 1 − 0     | (1) St. Joseph's      | 25 de abril | 19:30 | Estadio Victoria |
| Europa (1)           | 2 − 0     | (2) Gibraltar Phoenix | 26 de abril | 19:30 | Estadio Victoria |

## Final
La final fue jugada el domingo 28 de mayo entre Europa y Lincoln Red Imps. En ella Europa se impuso a Lincoln por tres a cero y de esta manera se consagró campeón, ganado su sexto título en toda su historia y el primero desde 1952.
| Goles           | Goles | Goles | Goles | Goles |
| --------------- | ----- | ----- | ----- | ----- |
| Alejandro Rivas | 19'   | 1 – 0 |       |       |
| Enrique Gómez   | 57'   | 2 – 0 |       |       |
| Enrique Gómez   | 68'   | 3 – 0 |       |       |

| Amonestaciones  | Amonestaciones | Amonestaciones                           | Amonestaciones       |
| --------------- | -------------- | ---------------------------------------- | -------------------- |
| Ibrahim Ayew    | Amonestado     | Amonestado                               | Joseph Chipolina     |
| Iván Moya       | Amonestado     | Amonestado                               | Roy Chipolina        |
| Karim Dechraoui | Expulsado      | Otorgado · Otorgado otra vez · Expulsado | Ryan Casciaro 46'    |
|                 |                | Expulsado                                | Tulio Etchemaite 66' |
|                 |                | Amonestado                               | León Clinton 72'     |

| Árbitros          | Árbitros        |
| ----------------- | --------------- |
| Principal         | Jason Barcelo.  |
| Primer asistente  | Johan Ward.     |
| Segundo asistente | Seth Galia.     |
| Cuarto árbitro    | Yaroslaff Borg. |

| Europa Campeón 6.° título |

## Goleadores
Actualizado el 5 de mayo de 2017.
| Pos. | Jugador        | Equipo            | Goles | PJ |
| ---- | -------------- | ----------------- | ----- | -- |
| 1    | Enrique Gómez  | Europa            | 4     | 4  |
| 2    | Luis Casas     | Gibraltar Phoenix | 3     | 4  |
| 2    | Anthony Bardon | Lincoln Red Imps  | 3     | 4  |